# 제시 M. 킹

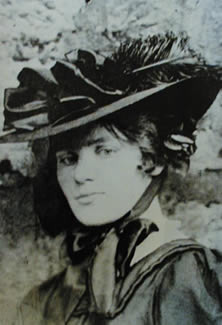

제시 M. 킹(Jessie M. King, 본명: 제시 매리언 킹, Jessie Marion King, 1875년 3월 20일 ~ 1949년 8월 3일)은 스코틀랜드의 삽화가이며 아동용 책의 일러스트레이션을 맡았다. 또, 보석, 직물, 도자기 등의 디자인도 맡았다. 킹은 글래스고 걸스로 알려진 예술가들 중 한 명이다.

## 갤러리
| - A 1907 Jessie M. King bookplate for Charles D. Edwards on Japanese vellum. - Jessie Marion King's House, High Street, Kirkcudbright. - Inscription over side door. - Artists' cottages reached by side passage. - Art Nouveau design to doorway. |